# Wilkes-Barre/Scranton Penguins
Wilkes-Barre/Scranton Penguins je profesionální americký klub ledního hokeje, který sídlí ve Wilkes-Barre v Pensylvánii. Do AHL vstoupil v ročníku 1999/00 a hraje v Atlantické divizi v rámci Východní konference. Klubové barvy jsou černá, zlatá, bílá a červená.
Své domácí zápasy hrají "Tučňáci" v tamní aréně Mohegan Sun Arena at Casey Plaza. Klub po celou dobu existence, tedy od roku 1999, plní funkci záložního celku týmu NHL Pittsburgh Penguins. Celek se třikrát probojoval do finále soutěže, ale ani jednou neuspěl. Fanoušci nazývají mužstvo "The Baby Penguins" (mláďata tučňáků). Maskot týmu je tučňák Tux, který obléká dres s číslem 99, které symbolizuje rok založení klubu.
V play off sezony 2012/13 dokázal tým jako třetí celek v historii ligy otočit stav série z 0:3 na 4:3, stalo se tak ve 2. kole proti Providence Bruins.

## Úspěchy klubu
- Vítěz základní části – 2x (2010/11, 2016/17)
- Vítěz západní konference – 3x (2000/01, 2003/04, 2007/08)
- Vítěz divize – 3x (2005/06, 2007/08, 2010/11, 2016/17)

## Umístění v jednotlivých sezonách
Stručný přehled
Zdroj: >
- 1999–2000: American Hockey League (Divize Empire State)
- 2000–2001: American Hockey League (Středoatlantická divize)
- 2001–2003: American Hockey League (Jižní divize)
- 2003–2015: American Hockey League (Východní divize)
- 2015– : American Hockey League (Atlantická divize)

Jednotlivé ročníky
Zdroj:
Legenda: Z – zápasy, V – výhry, R- remízy, P – porážky, PP – porážky v prodloužení či na samostatné nájezdy, VG – vstřelené góly, OG – obdržené góly, B – body
| USA / Kanada (1999 – ) |                               |        |    |    |    |    |    |     |     |     |        |  |
| Sezóny                 | Liga                          | Úroveň | Z  | V  | R  | PP | P  | VG  | OG  | B   | Pozice |  |
| 1999/00                | AHL (Divize Empire State)     | 2      | 82 | 23 | 9  | 5  | 43 | 236 | 306 | 60  | 5.     |  |
| 2000/01                | AHL (Středoatlantická divize) | 2      | 82 | 36 | 9  | 2  | 33 | 252 | 248 | 83  | 2.     |  |
| 2001/02                | AHL (Jižní divize)            | 2      | 82 | 20 | 13 | 3  | 44 | 201 | 274 | 56  | 4.     |  |
| 2002/03                | AHL (Jižní divize)            | 2      | 80 | 36 | 7  | 5  | 32 | 245 | 248 | 84  | 3.     |  |
| 2003/04                | AHL (Východní divize)         | 2      | 80 | 34 | 10 | 8  | 28 | 197 | 197 | 86  | 3.     |  |
| 2004/05                | AHL (Východní divize)         | 2      | 80 | 39 | –  | 14 | 27 | 227 | 219 | 92  | 3.     |  |
| 2005/06                | AHL (Východní divize)         | 2      | 80 | 51 | –  | 11 | 18 | 249 | 178 | 113 | 1.     |  |
| 2006/07                | AHL (Východní divize)         | 2      | 80 | 51 | –  | 6  | 23 | 276 | 221 | 108 | 2.     |  |
| 2007/08                | AHL (Východní divize)         | 2      | 80 | 47 | –  | 7  | 26 | 223 | 187 | 101 | 1.     |  |
| 2008/09                | AHL (Východní divize)         | 2      | 80 | 49 | –  | 6  | 25 | 274 | 212 | 104 | 3.     |  |
| 2009/10                | AHL (Východní divize)         | 2      | 80 | 41 | –  | 5  | 34 | 239 | 229 | 87  | 3.     |  |
| 2010/11                | AHL (Východní divize)         | 2      | 80 | 58 | –  | 1  | 21 | 261 | 183 | 117 | 1.     |  |
| 2011/12                | AHL (Východní divize)         | 2      | 76 | 44 | –  | 7  | 25 | 235 | 215 | 95  | 2.     |  |
| 2012/13                | AHL (Východní divize)         | 2      | 76 | 42 | –  | 4  | 30 | 185 | 178 | 88  | 3.     |  |
| 2013/14                | AHL (Východní divize)         | 2      | 76 | 42 | –  | 8  | 26 | 206 | 185 | 92  | 2.     |  |
| 2014/15                | AHL (Východní divize)         | 2      | 76 | 45 | –  | 7  | 24 | 212 | 163 | 97  | 2.     |  |
| 2015/16                | AHL (Atlantická divize)       | 2      | 76 | 43 | –  | 6  | 27 | 230 | 203 | 92  | 3.     |  |
| 2016/17                | AHL (Atlantická divize)       | 2      | 76 | 51 | –  | 5  | 20 | 247 | 170 | 107 | 1.     |  |
| 2017/18                | AHL (Atlantická divize)       | 2      | 76 | 45 | –  | 9  | 22 | 252 | 223 | 99  | 2.     |  |
| 2018/19                | AHL (Atlantická divize)       | 2      | 76 | 36 | –  | 10 | 30 | 232 | 228 | 82  | 6.     |  |
| 2019/20                | AHL (Atlantická divize)       | 2      | 63 | 29 | –  | 8  | 26 | 164 | 193 | 66  | 5.     |  |
| 2020/21                | AHL (Severní divize)          | 2      | 32 | 13 | –  | 6  | 13 | 92  | 107 | 32  | 5.     |  |
| 2021/22                | AHL (Atlantická divize)       | 2      | 76 | 35 | –  | 8  | 33 | 209 | 225 | 78  | 4.     |  |
| 2022/23                | AHL (Atlantická divize)       | 2      | 72 | 26 | –  | 14 | 32 | 191 | 224 | 66  | 8.     |  |
| 2023/24                | AHL (Atlantická divize)       | 2      | 72 | 39 | –  | 9  | 24 | 211 | 194 | 87  | 3.     |  |
| 2024/25                | AHL (Atlantická divize)       | 2      | 72 | 40 | –  | 8  | 24 | 244 | 215 | 88  | 4.     |  |

### Play-off
| Sezona  | předkolo                                   | 1. kolo                                    | 2. kolo                                    | Finále konference                          | Finále Calder Cupu                         |
| ------- | ------------------------------------------ | ------------------------------------------ | ------------------------------------------ | ------------------------------------------ | ------------------------------------------ |
| 1999/00 | mužstvo se nekvalifikovalo                 | mužstvo se nekvalifikovalo                 | mužstvo se nekvalifikovalo                 | mužstvo se nekvalifikovalo                 | mužstvo se nekvalifikovalo                 |
| 2000/01 | —                                          | postup, 3–2, Syracuse                      | postup, 4–2, Philadelphia                  | postup, 4–0, Hershey                       | Finále AHL, 2–4, Saint John                |
| 2001/02 | mužstvo se nekvalifikovalo                 | mužstvo se nekvalifikovalo                 | mužstvo se nekvalifikovalo                 | mužstvo se nekvalifikovalo                 | mužstvo se nekvalifikovalo                 |
| 2002/03 | postup, 2–0, Utah                          | porážka, 1–3, Grand Rapids                 | —                                          | —                                          | —                                          |
| 2003/04 | —                                          | postup, 4–3, Bridgeport                    | postup, 4–2, Philadelphia                  | postup, 4–3, Hartford                      | Finále AHL, 0–4, Milwaukee                 |
| 2004/05 | —                                          | postup, 4–2, Binghamton                    | porážka, 1–4, Philadelphia                 | —                                          | —                                          |
| 2005/06 | —                                          | postup, 4–3, Bridgeport                    | porážka, 0–4, Hershey                      | —                                          | —                                          |
| 2006/07 | —                                          | postup, 4–2, Norfolk                       | porážka, 1–4, Hershey                      | —                                          | —                                          |
| 2007/08 | —                                          | postup, 4–1, Hershey                       | postup, 4–1, Philadelphia                  | postup, 4-3 Portland                       | Finále AHL, 2-4, Chicago                   |
| 2008/09 | —                                          | postup, 4–1, Bridgeport                    | porážka, 3-4 Hershey                       | —                                          | —                                          |
| 2009/10 | —                                          | porážka, 0–4, Albany                       | —                                          | —                                          | —                                          |
| 2010/11 | —                                          | postup, 4–2, Norfolk                       | porážka, 2–4, Charlotte                    | —                                          | —                                          |
| 2011/12 | —                                          | postup, 3–2, Hershey                       | porážka, 3–4, St. John's                   | —                                          | —                                          |
| 2012/13 | —                                          | postup, 3–2, Binghampton                   | postup, 4–3, Providence                    | porážka, 1–4, Syracuse                     | —                                          |
| 2013/14 | —                                          | postup, 3–1, Binghampton                   | postup, 4–3, Providence                    | porážka, 2-4, St. John's                   | —                                          |
| 2014/15 | —                                          | postup, 3–0, Syracuse                      | porážka, 1–4, Manchester                   | —                                          | —                                          |
| 2015/16 | —                                          | postup, 3–0, Providence                    | porážka, 3-4, Hershey                      | —                                          | —                                          |
| 2016/17 | —                                          | porážka, 2–3 Providence                    | –                                          | –                                          | –                                          |
| 2017/18 | —                                          | porážka, 0–3 Charlotte                     | –                                          | –                                          | –                                          |
| 2018/19 | mužstvo se nekvalifikovalo                 | mužstvo se nekvalifikovalo                 | mužstvo se nekvalifikovalo                 | mužstvo se nekvalifikovalo                 | mužstvo se nekvalifikovalo                 |
| 2019/20 | sezona nedohrána kvůli pandemii koronaviru | sezona nedohrána kvůli pandemii koronaviru | sezona nedohrána kvůli pandemii koronaviru | sezona nedohrána kvůli pandemii koronaviru | sezona nedohrána kvůli pandemii koronaviru |
| 2020/21 | play off zrušeno                           | play off zrušeno                           | play off zrušeno                           | play off zrušeno                           | play off zrušeno                           |
| 2021/22 | postup, 2–1, Hershey                       | porážka, 0–3, Springfield                  | –                                          | Lehigh Valley                              | –                                          |
| 2022/23 | mužstvo se nekvalifikovalo                 | mužstvo se nekvalifikovalo                 | mužstvo se nekvalifikovalo                 | mužstvo se nekvalifikovalo                 | mužstvo se nekvalifikovalo                 |
| 2023/24 | porážka, 0–2, Lehigh Valley                | —                                          | —                                          | —                                          | —                                          |
| 2024/25 | porážka, 0–2, Lehigh Valley                | —                                          | —                                          | —                                          | —                                          |

## Klubové rekordy

### Za sezonu
Góly: 41, Chris Minard (2008/09)
Asistence: 50, Jeff Taffe a Janne Pesonen (oba 2008/09)
Body:82, Janne Pesonen (2008/09)
Trestné minuty: 431, Denis Bonvie (2005/06)
Vychytaná vítězství: 35, Brad Thiessen (2010/11)
Průměr obdržených branek: 1.58, Matt Murray (2014/15)
Procento úspěšnosti zákroků: .941, Matt Murray (2014/15)

### Celkové
Góly: 186, Tom Kostopoulos
Asistence: 283, Tom Kostopoulos
Body: 469, Tom Kostopoulos
Trestné minuty: 1284, Dennis Bonvie
Čistá konta: 17, Brad Thiessen
Vychytaná vítězství: 88, Brad Thiessen
Odehrané zápasy: 658, Tom Kostopoulos